# سیمپلون، وله
سیمپلون (به لاتین: Simplon) یک بخش در سوئیس است که در کانتون وله واقع شده‌است. سیمپلون ۳۲۹ نفر جمعیت دارد.